# Jim Holdaway
James Holdaway, dit Jim Holdaway (1927-1970) est un auteur de bande dessinée britannique. Il est surtout connu pour avoir dessiné deux séries d'aventure écrites par Peter O'Donnell et mettant en scène de jeunes femmes audacieuses : Romeo Brown (en) (1956-1962) puis Modesty Blaise (1963-1970), une des séries britanniques les plus populaires en son temps.